# Frank Young
Franklin Louis Young, detto Frank (Tallahassee, 7 settembre 1984), è un allenatore di pallacanestro ed ex cestista statunitense.

## Palmarès
- National Invitation Tournament: (2007)